# Рое Басе (Белуно)
Рое Басе (итал. Roe Basse) је насеље у Италији у округу Белуно, региону Венето.
Према процени из 2011. у насељу је живело 54 становника. Насеље се налази на надморској висини од 347 м.